# Ad de Laat
Ad de Laat (Nistelrode, 14 februari 1947 - 22 april 1995) was een gezinstherapeut en begon in november 1979 op te treden met eigen Brabants repertoire in het 'Nisserois' dialect. 
Ad de Laat was een van de meest succesvolle zangers in het Brabants dialect.  Ad werd in zijn teksten bijgestaan door zijn broer Willem.
In 2001 werd in Nistelrode een standbeeld van Ad de Laat onthuld en in 2002 werd de Ad de Laat kampvuurstam opgericht bij Scouting Mira Ceti te Nistelrode.
Enkele platen van Ad de Laat zijn:  
- "Brabant, Ge Verandert"
- "Alles Goed En Wel"
- "Vandaag D'n Dag".

## Ad de Laatprijs
Er is na zijn dood een Ad de Laat-prijs ingesteld, die jaarlijks werd uitgereikt aan iemand die zich op Brabants dialectgebied verdienstelijk heeft gemaakt. Later werd de prijs omgezet in de dialectprijs van Noord-Brabant. De winnaars van de Ad de Laatprijs waren:
| Jaar | Prijswinnaar               |
| ---- | -------------------------- |
| 1996 | Ivo van Dinther            |
| 1997 | Cor Swanenberg             |
| 1998 | Nol van Roessel            |
| 1999 | Harrie Franken             |
| 2000 | Peter Aarts                |
| 2001 | Lya de Haas                |
| 2002 | De Sjawi's                 |
| 2003 | Gerard van Maasakkers      |
| 2004 | Kwartjesvolk               |
| 2005 | Ger Coppens                |
| 2006 | Marja van Trier            |
| 2007 | Marie-Christien Verstraten |
| 2008 | Henk Habraken              |
| 2009 | Noud Bongers               |
| 2010 | De Glacis                  |